# Matt Deis
Matt Deis, född 13 december 1983 i Peterborough, New Hampshire, är en amerikansk musiker och basist i bandet All That Remains sedan februari 2022, ett band han även var basist för mellan 2003 och 2005.
Han var tidigare basist i det amerikanska metalbandet CKY mellan 2005 och 2019.